# Clair de lune (Fauré)
Clair de lune, (Claro de luna) Op. 46 n.º 2, es una canción del compositor francés Gabriel Fauré de 1887 con letra del poeta Paul Verlaine. El pianista Graham Johnson escribe que esta obra supone el cierre del segundo periodo del compositor para dar paso a su tercer periodo. Johnson apunta que la obra es «para muchos el ejemplo paradigmático de melodía francesa».
La letra proviene una de las primeras colecciones de poemas de Verlaine titulada Fêtes galantes (1869). No solo sirvió de inspiración a Fauré sino también al compositor Claude Debussy, que tuvo contacto con la obra en 1881 y en 1891 fruto de esta inspiración escribió una de sus piezas más conocidas. La versión de Fauré es un arreglo para piano y voz, pero más tarde la orquestó para su música incidental Masques et bergamasques, Op. 112.
Como dato adicional, esta pieza musical puede oírse en el videojuego de terror The Evil Within.